# Stefanie Gercke
Stefanie Gercke (* 7. Juni 1941 in Bubaque, Guinea-Bissau; † 17. Oktober 2021) war eine deutsch-südafrikanische Schriftstellerin. Sie war mit dem Ingenieur Hans-Hermann Gercke verheiratet.

## Leben
Gercke wurde auf einer Insel im Bissagos-Archipel geboren. Als Jugendliche lebte sie in Hamburg und Lübeck, bevor sie im Alter von 20 Jahren nach Südafrika auswanderte. Dort lebte sie mit Unterbrechungen bis 1978, als sie das Land aufgrund der politischen Situation verließ. Erst mit der Machtübernahme Nelson Mandelas kehrte sie zurück.
Zuletzt lebte Gercke mit ihrer Familie in Hamburg und Umhlanga Rocks.

## Leistungen
Stefanie Gercke veröffentlichte elf belletristische Bücher, die sich alle um ihre Wahlheimat Südafrika drehen. Ein Teil ihrer Werke spielt im Südafrika des 19. Jahrhunderts. Die anderen Bücher drehen sich um die politische Vergangenheitsbewältigung Südafrikas. 1998 wurde sie mit dem Alfred-Müller-Felsenburg-Preis für aufrechte Literatur ausgezeichnet.

## Werke
- Ort der Zuflucht. Heyne, München 2019, e-ISBN 978-3-641-21916-1.
- Junigewitter. Heyne, München 2015, e-ISBN 978-3-641-12950-7.
- Nachtsafari. Heyne, München 2013, ISBN 3-453-26698-6.
- Jenseits von Timbuktu. Heyne, München 2011, ISBN 3-453-26697-8.
- Schwarzes Herz. Heyne, München 2009, ISBN 3-453-26548-3.
- Über den Fluss nach Afrika. Heyne, München 2007, ISBN 3-453-26547-5.
- Feuerwind. Heyne, München 2006, ISBN 3-453-02250-5.
- Schatten im Wasser. Heyne, München 2006, ISBN 3-453-47024-9.
- Ein Land, das Himmel heißt. Droemer Knaur, München 2003, ISBN 3-426-62534-2.
- Ins dunkle Herz Afrikas. Droemer Knaur, München 2001, ISBN 3-426-61993-8.
- Ich kehre zurück nach Afrika. Droemer Knaur, München 1999, ISBN 3-426-61498-7.